# Mitrocomella sinuosa
Mitrocomella sinuosa is een hydroïdpoliep uit de familie Mitrocomidae. De poliep komt uit het geslacht Mitrocomella. Mitrocomella sinuosa werd in 1923 voor het eerst wetenschappelijk beschreven door Foerster. 